# O-5 (Turkije)
De O-5 of Otoyol 5 (Autosnelweg 5), genaamd de Gebze-Orhangazi-Izmir snelweg (Turks: Gebze-Orhangazi-İzmir Otoyolu), is een autosnelweg in Turkije. De voltooiing van het volledige traject is voorzien in 2019. Dan zal de snelweg het metropool gebied van Istanboel verbinden met İzmir, de derde stad van het land, via Bursa (vierde stad) en Balıkesir. De route kort het traject rond de Golf van İzmit in langs de in 2016 geopende Osman Gazibrug. Bij voltooiing zal de weg ook deel uitmaken van de Klasse B-wegen van het E-routenetwerk als onderdeel van de E881.
Het oudste deel van het traject, de westelijke ringweg rond Bursa, is reeds in 2004 afgewerkt en was onderdeel van de O-33 (in zijn geheel onderdeel van de E90). De O-33 wordt sinds 2015 evenwel niet meer als dusdanig aangeduid gezien het westelijk deel onderdeel werd van de O-5 en het oostelijk deel onderdeel wordt van de O-22.
Het noordelijke einde van de snelweg is de kruising met de O-4 in Gebze in de provincie Kocaeli, vlak aan de grens met de provincie Istanboel. De grens tussen de Yalova en Bursa provincies wordt gekruist in de 3,5 km lange Orhangazitunnel. In de provincie Bursa gaat de O-5 ook nog door de 1,2 km lange Selçukgazitunnel. Het zuidelijk einde van de snelweg is de kruising met de O-30 in het district Menemen direct ten noorden van İzmir.
O-1 · 
O-2 · 
O-3 · 
O-4 · 
O-5 · 
O-6 · 
O-7 · 
O-20 · 
O-21 · 
O-21A · 
O-22 · 
O-30 · 
O-31 · 
O-32 · 
O-33 · 
O-50 · 
O-51 · 
O-52 · 
O-53 · 
O-54 · 
O-57